# Арнаудова къща (Охрид)
Вижте пояснителната страница за други значения на Арнаудова къща.
Арнаудова къща (на македонска литературна норма: Арнаудова куќа) е възрожденска къща в град Охрид, Северна Македония. Построена във втората половина на XIX век, сградата е рядък пример за запазена възрожденска архитектура в града и е обявена за значимо културно наследство на Северна Македония.

## Местоположение
Къщата е изградена в махалата Месокастро на доста стръмен склон на улица „Климентов университет“ № 45 (стар адрес „Нада Филева“ № 54) на кръстовището с „Охридска архиепископия“. Принадлежала е на Тодор Арнаудов.
На 1 януари 1951 година къщата е обявена за паметник на културата.

## Архитектура
Състои се от приземие и два еркерно издадени етажа. Всички стени са измазани отвътре и отвън. Приземието и части от първия етаж са от камък, а останалата част на сградата е с паянтова конструкция. Силната денивелация на терена води до появата на два входа – за приземието и за първия етаж. На приземието има подрум, керал и нужник. Дървени стълби водят до първия етаж, на който има три помещения – хима, зимна стая и чарда, на който е преградено одайче с вграден долап. На втория етаж има три помещения – простроен чардак и две спални соби.